# Alóbico
Alóbico (em latim: Allobichus; em grego: Αλλόβιχος; romaniz.: Allóbichos), também mencionado como Elébico (em grego: Ελλέβιχος; romaniz.: Ellébichos) e Alábico (em grego: Αλάβιχος; romaniz.: Alábichos), foi um oficial romano de origem germânica do começo do século V. Talvez pode ser identificado com o oficial Valóvico.

## Vida
É possível que fosse parente do oficial Elébico que esteve ativo na década de 380. Em 409, como conde dos domésticos equestres, talvez ajudou o prefeito pretoriano Jóvio a organizar um motim entre as tropas de Ravena após a queda de Olímpio para derrubar Turpilião e Vigilâncio. No mesmo ano, tornou-se mestre da cavalaria em sucessão de Vigilâncio. Mais tarde em 409, foi responsável pelo assassinato de Eusébio. Logo depois, ficou sob suspeitas de favorecer o usurpador Constantino III e foi executado sob ordens do imperador.